# Zingem
Zingem – dzielnica (deelgemeente) gminy Kruisem w Belgii, w Regionie Flamandzkim, w prowincji Flandria Wschodnia, w okręgu Oudenaarde. Do 31 grudnia 2018 samodzielna gmina.

## Historia
W obrębie dzielnicy znajdują się miejscowości Huise i Ouwegem.

## Demografia
- Źródła: NIS, od 1806 do 1981= według spisu; od 1990 liczba ludności w dniu 1 stycznia

1 stycznia 2020 całkowita populacja Zingem liczyła 7552 osoby. Łączna powierzchnia miejscowości wynosi 23,94 km², co daje gęstość zaludnienia 315 mieszkańców na km².